# Eumerus subornatus
Eumerus subornatus är en tvåvingeart som beskrevs av Claussen 1989. Eumerus subornatus ingår i släktet månblomflugor, och familjen blomflugor.
Artens utbredningsområde är Marocko. Inga underarter finns listade i Catalogue of Life.